# 헤어초크

헤어초크관(Herzogskrone)

헤어초크(독일어: Herzog)는 독일 봉건제의 공작 칭호로서 공국의 지배자이거나 법 또는 전통에 의하여 그러한 권리를 가진 자에게 부여된 칭호이다. 영어의 duke, 라틴어의 Dux에 대응된다.

## 같이 보기
- 보이보드
- 왕